# سسیل گریفیتز
سسیل گریفیتز (انگلیسی: Cecil Griffiths; ۱۸ فوریهٔ ۱۹۰۰ – ۱۱ آوریل ۱۹۴۵) دونده اهل بریتانیا بود.